# Kožlí u Čížové
Kožlí u Čížové je malá vesnice, část obce Předotice v okrese Písek v Jihočeském kraji. Nachází se asi 2,5 kilometru západně od Předotic. Je zde evidováno 49 adres. V roce 2011 zde trvale žilo 41 obyvatel.
Kožlí u Čížové je také název katastrálního území o rozloze 5,04 km².

## Historie
První písemná zmínka o vesnici pochází z roku 1540.

## Obyvatelstvo
| Rok            | 1869 | 1880 | 1890 | 1900 | 1910 | 1921 | 1930 | 1950 | 1961 | 1970 | 1980 | 1991 | 2001 | 2011 | 2021 |
| -------------- | ---- | ---- | ---- | ---- | ---- | ---- | ---- | ---- | ---- | ---- | ---- | ---- | ---- | ---- | ---- |
| Počet obyvatel | 245  | 246  | 235  | 223  | 246  | 240  | 210  | 157  | 166  | 128  | 105  | 78   | 72   | 41   | 77   |
| Počet domů     | 28   | 29   | 32   | 32   | 31   | 31   | 40   | 44   | 41   | 39   | 31   | 30   | 46   | 47   | 48   |

## Obecní správa
Při sčítání lidu v letech 1850–1962 Kožlí u Čížové bylo samostatnou obcí v okrese Písek. V letech 1963–1987 bylo částí obce Podolí II v okrese Písek. Od 1. ledna 1988 do 28. února 1990 bylo částí obce Čížová v okrese Písek. Od 1. března 1990 je částí obce Předotice v okrese Písek. V letech 1850–1929 k obci patřily Šamonice a v letech 1850–1962 také Soběšice.

## Pamětihodnosti
- Výklenková kaple Panny Marie je ve zdi u domu čp. 9.[10]
- Návesní kaple je zasvěcena svaté Anně a nachází se na konci vesnice.[11]
- Kamenný kříž ve vesnici.
- Kamenný kříž z roku 1881 v ohrádce se nachází na návsi.
- Kříž v ohrádce se nachází těsně na okraji vesnice u silnice.
- Kříž reliéfně zdobený motivem kalicha v ohrádce se nachází u silnice vedoucí do vsi.
- Tvrz ze 14. století, renesančně přestavěná, později sloužila jako pivovar, obchody, byty a JZD.

## Galerie

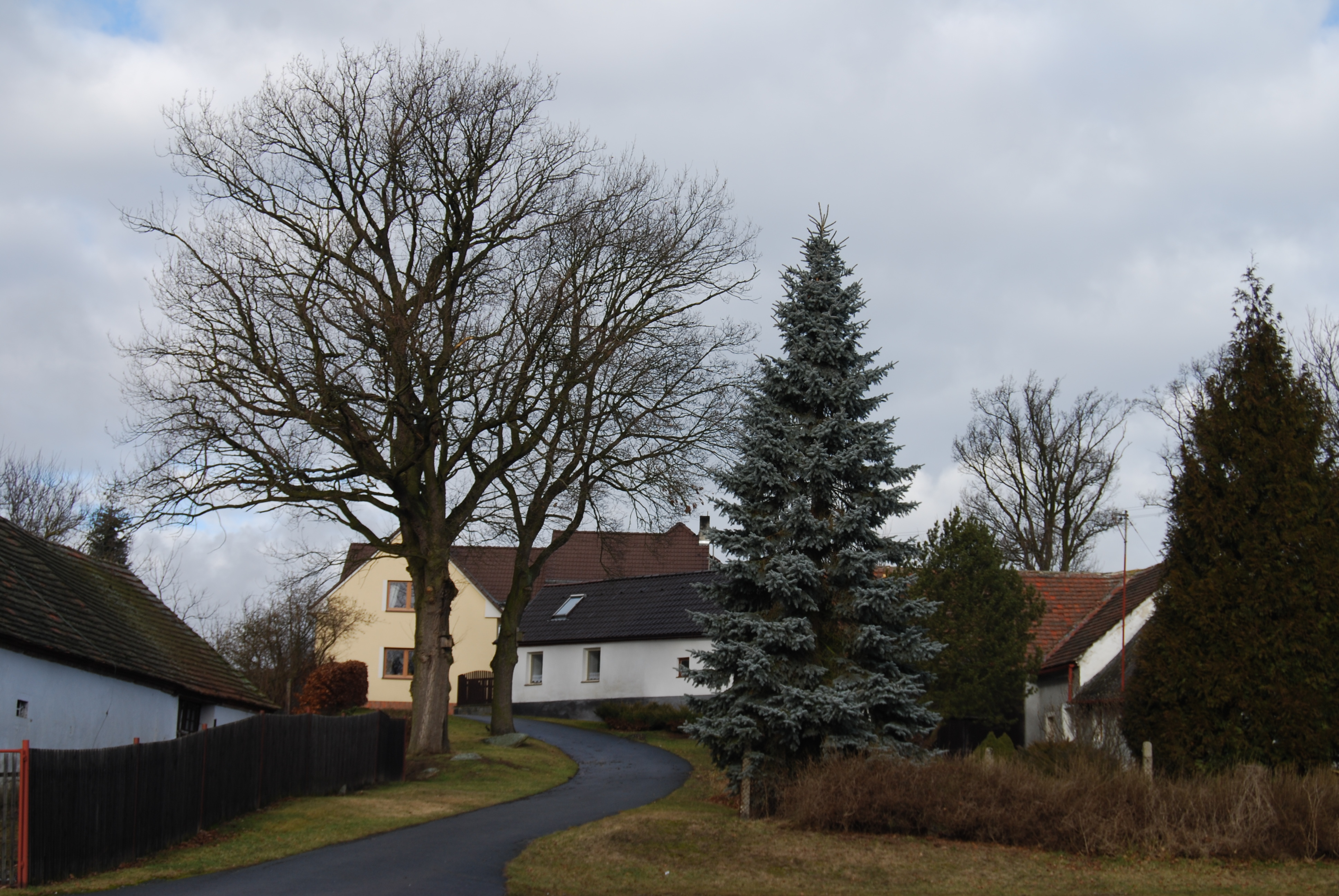
Pohled na část vesnice
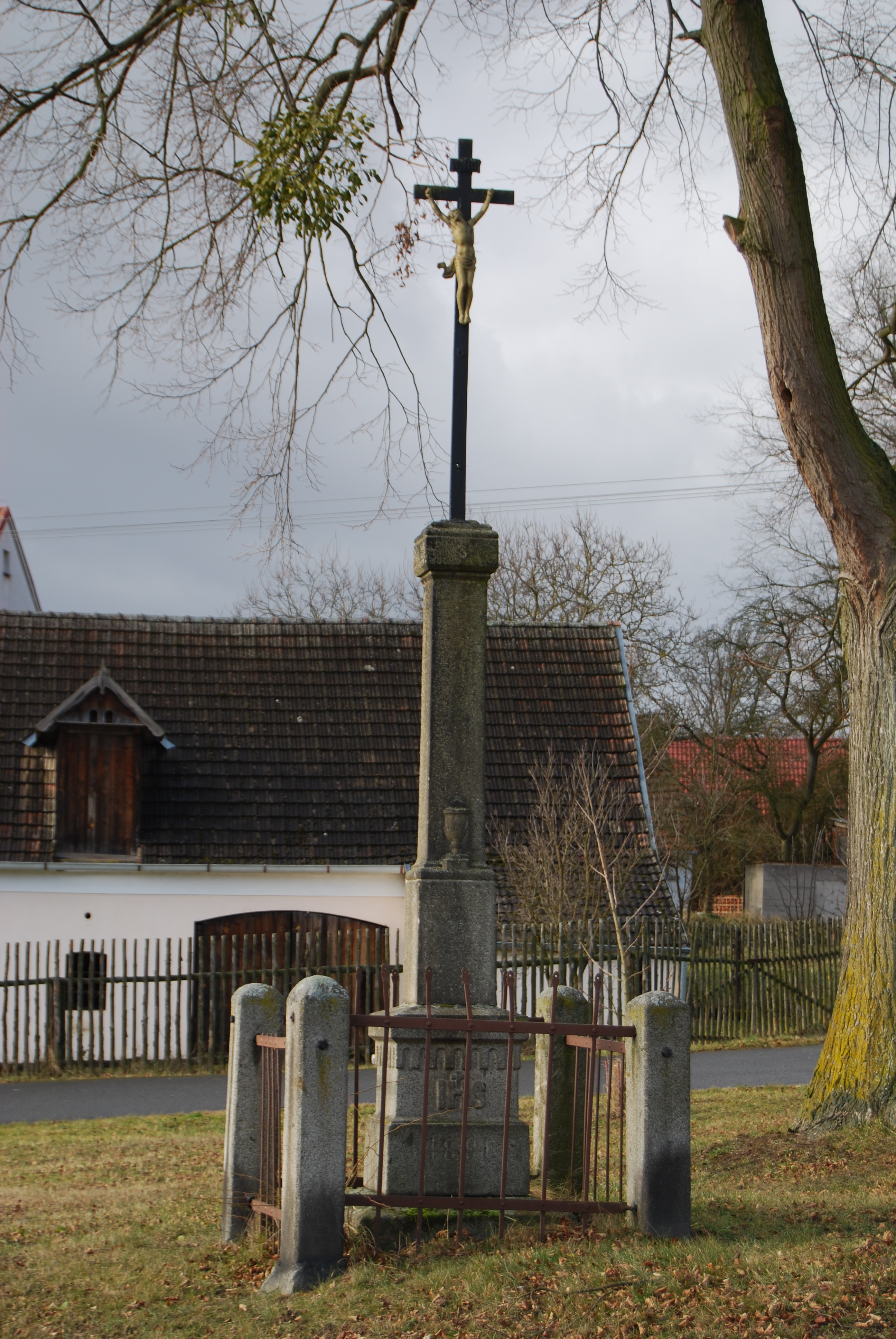
Kříž ve vsi z roku 1881
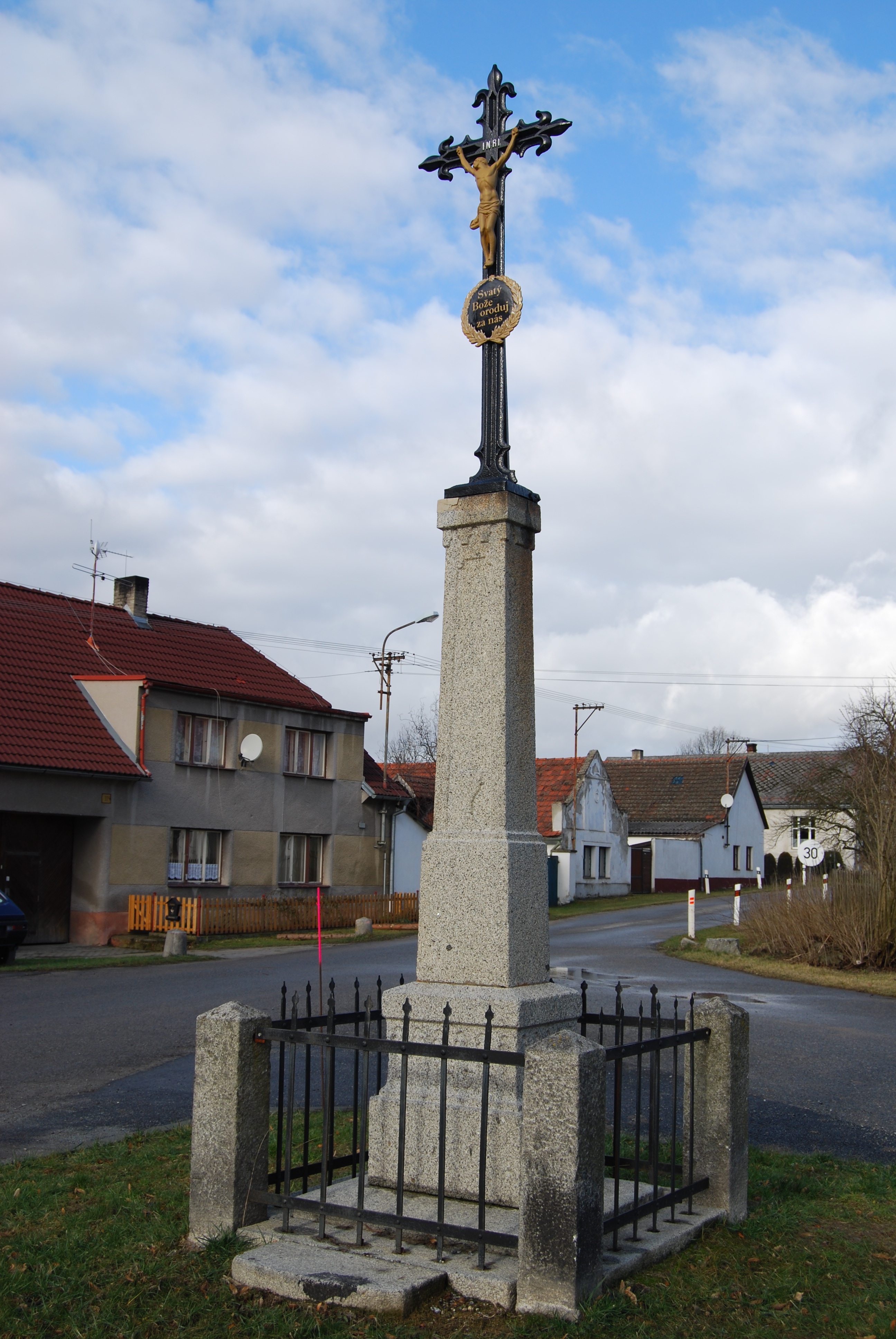
Kříž v ohrádce ve vesnici
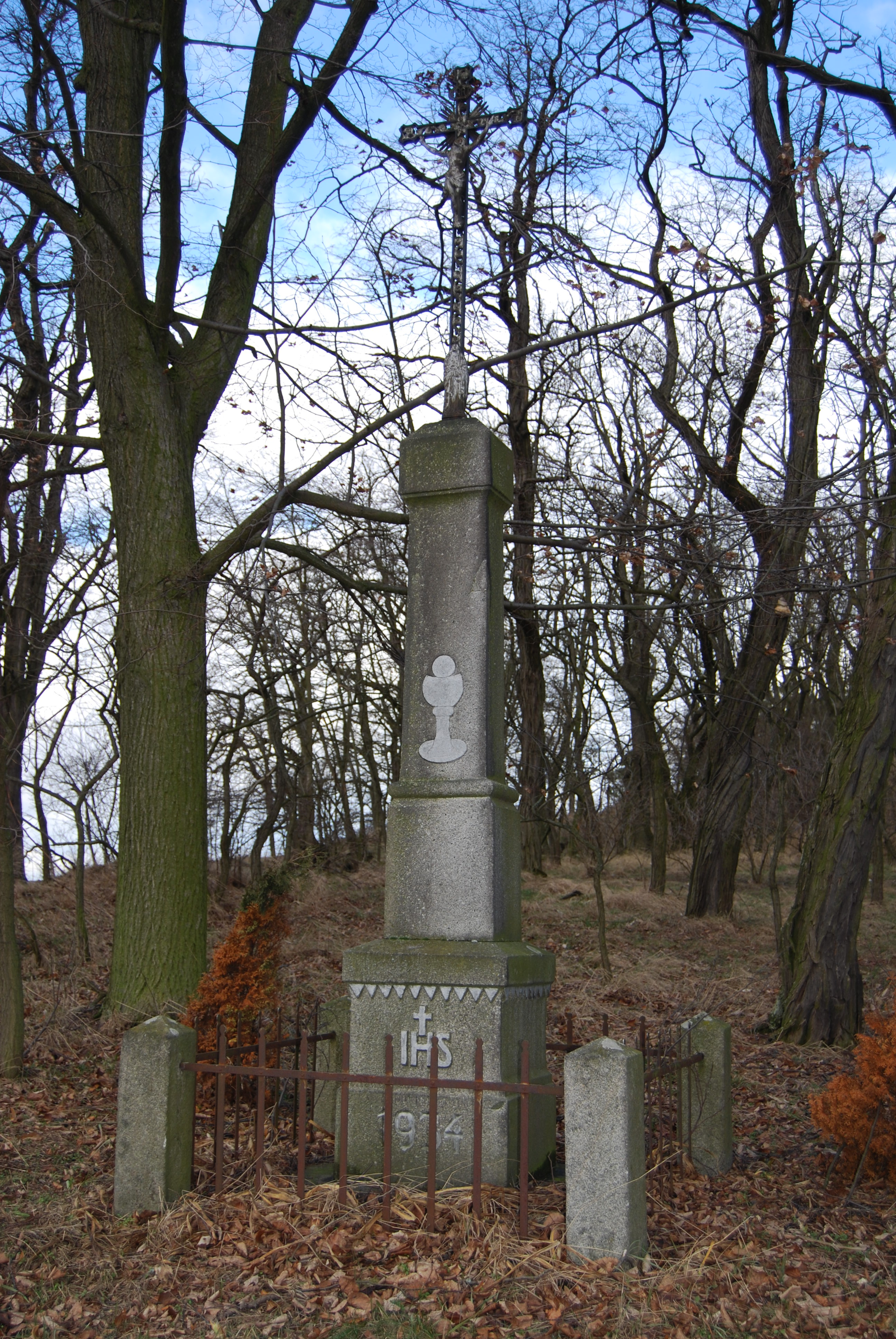
Kříž u silnice vedoucí do vsi
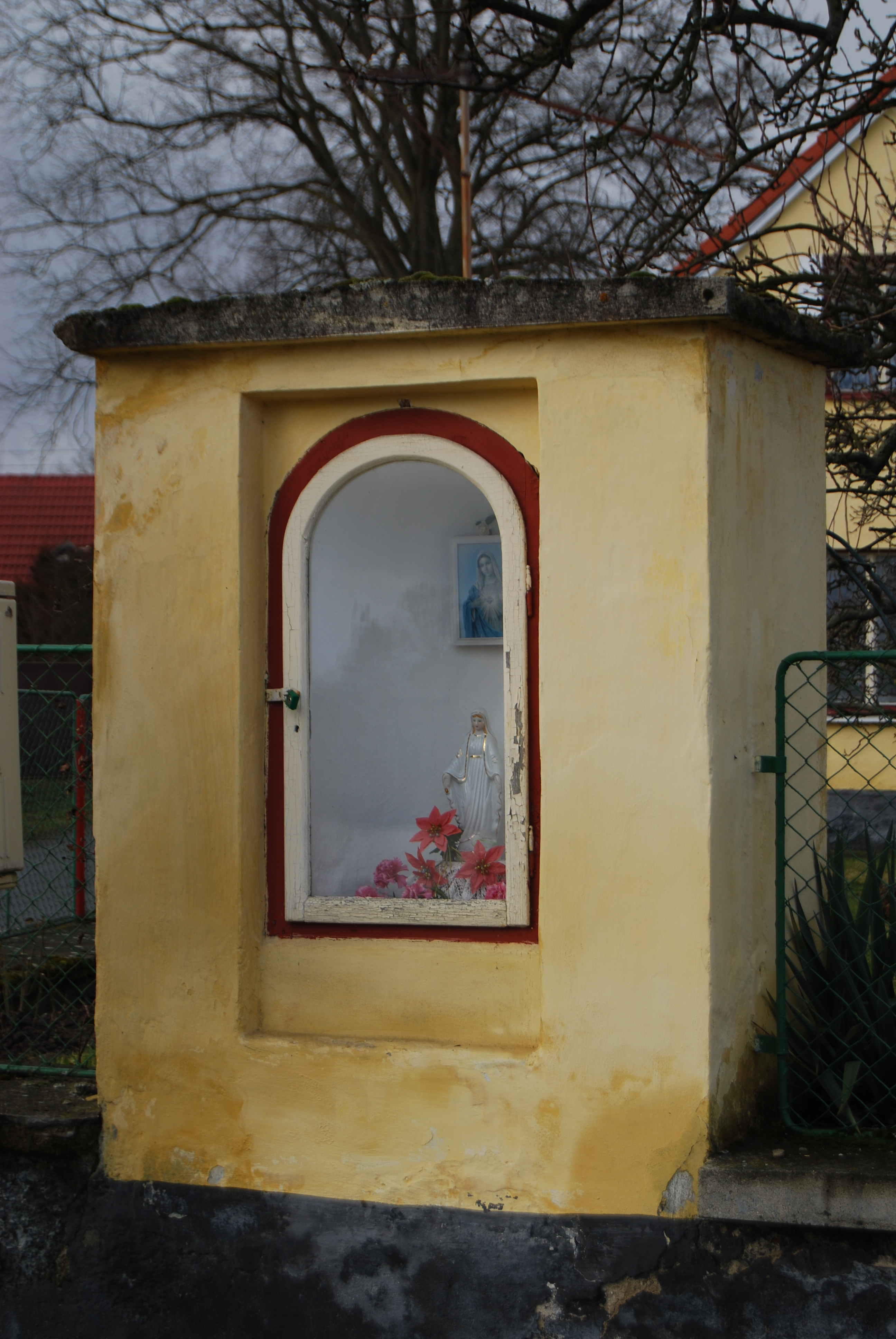
Výklenková kaple ve vesnici